# 龍宝寺 (台東区寿)
龍宝寺（りゅうほうじ）は、東京都台東区にある浄土宗の寺院。なお、約200メートル南の同区蔵前にも同名の寺がある。この寺は天台宗の寺院である。かつての旧地名では、両寺とも「栄久町」であったことから、混同を避けるため、当寺は宗派名を冠し「浄土龍宝寺」とも呼ばれている。

## 歴史
1590年（天正18年）、然蓬社本誉上人是応によって開山された。是応は観智国師慈昌の弟子であった。徳川家康の江戸入府に同行し、八重洲に「是応庵」と称する草庵を結んだ。また是応は家康の側近となり、祈祷や書記の業務に従事した。これらの功績により、1615年（元和元年）に紫衣を賜る栄誉を受けた。
その後、1611年（慶長16年）に現在地に移転した。
当寺には、1853年（嘉永6年）に、大鯉を葬った「鯉塚」があることから、別名「鯉寺」とも呼ばれている。

## 交通アクセス
- 田原町駅より徒歩4分。